# Zähringové
Zähringové (německy Zähringen či Zähringer), také Zähringerové nebo Bádenští je původní bádenská panovnická dynastie. V Bádensku vládla až do roku 1918, kdy byly svrženy všechny německé monarchie. Dynastie odvozuje své jméno od sídla hradu Zähringen, nedaleko města Freiburg im Breisgau.
Zähringenové v hlavní linie vymřeli okolo roku 1218 po smrti vévody Bertolda V. Jedna z mladších linii bádenských se v roce 1771 stala opět panovníky velké části jednotného Bádenska, v letech 1803–1806 dokonce bádenskými říšskými kurfiřty a v roce 1806 byli povýšeni na bádenské velkovévody. Bádenští jsou v současnosti hlavou dynastie.

## Hrabata z Breisgau (962–1073)
- Bertold I. – (962–982)
- Bertold II. – (982–1006)
- Bertold III. – (1006–1024)
- Bertold I. Bádenský – (1024–1073), také markrabě Veronský a vévoda Korutanský
- Heřman I. – (1073)

## Veronská markrabata (1061–1073)
- Bertold I. Bádenský – (1024–1073), také vévoda Korutanský a hrabě z Breisgau
- Heřman I. Bádenský – (1073)

## Bádenská markrabata (1073–1190)
- Heřman II. Bádenský – (1073–1130)
- Heřman III. Bádenský – (1130–1160)
- Heřman IV. Bádenský – (1160–1190)

## Panovníci rozděleného Bádenska (1190–1771)

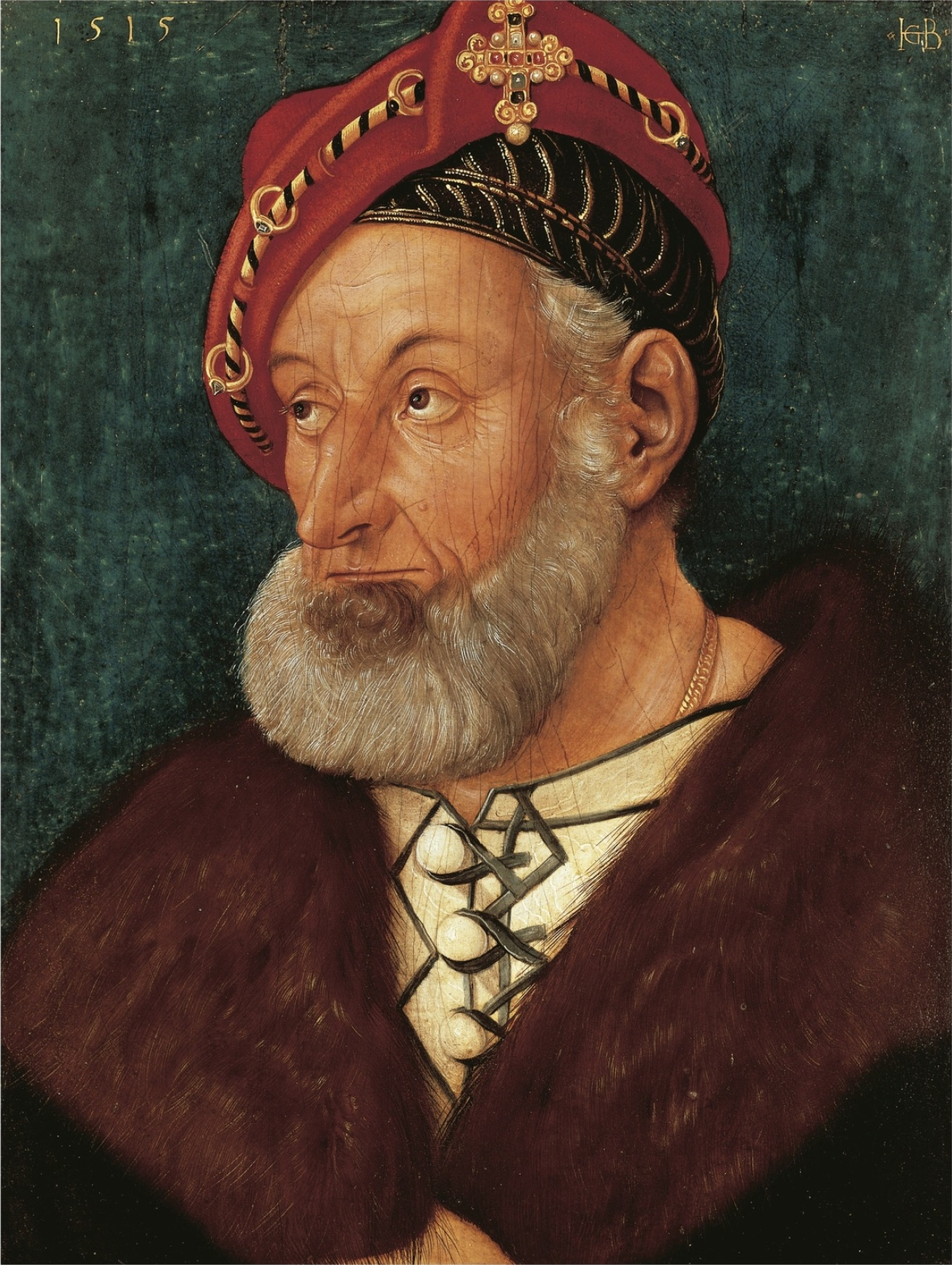
Kryštof I. Bádenský

Po smrti markraběte Heřmana IV. byla země rozdělena mezi jeho syny, který tak vytvořili jednotlivé linie rodu. Jednalo se hlavně o Bádensko-Báden a Bádensko-Hachberg. Od Bádenska-Hachbergu se v roce 1290 oddělilo Bádensko-Sausenberg. V roce 1418 vymřela místní větev rodu v Bádensku-Hachbergu a území připadlo Bádensko-Bádenské větvi. Vládnoucí linie vymřela v roce 1503 také v Bádensku-Sausenbergu.
Když v roce 1503 vymřela místní linie v Bádensku-Sausenbergu území připadlo Kryštofovi I. který tak sjednotil většinu tehdejšího Bádenska. Ten ale před svou smrtí v roce 1527 rozdělil zemi mezi své 3 syny. První z nich Filip I. Bádensko-Sponheimský zemřel bezdětný v roce 1533, a tak si v roce 1535 jeho bratři Bernard a Arnošt, podělili o jeho území a založil tím linie z Baden-Badenskou a Bádensko-Pforzheimskou, která se po roce 1565 stala linií Bádensko-Durlach.
Jednotné Bádensko bylo obnoveno až roku 1771, kdy vymřela linie Bádensko-Bádenská a území připadlo Karlu Fridrichovi z linie Bádensko-Durlach, který přijal titul markraběte Bádenského.

### Markrabata Báden-Bádenu (1190–1335, 1348–1588, 1622–1771)
- Heřman V. Bádenský – (1190–1243)
- Heřman VI. Bádenský – (1243–1250)
- Fridrich I. – (1250–1268), společně s bratrem Rudolfem
- Rudolf I. – (1250–1288), společně s bratrem Fridrichem, po jeho smrti samostatně
- Hesso Bádenský – (1288–1297), společně s bratry Rudolfem II., Heřmanem VII. (do 1291) a Rudolfem III.
- Rudolf II. Bádenský – (1288–1295), společně s bratry viz výše
- Rudolf III. Bádenský – (1288–1310), společně s bratry viz výše a s Rudolfem Hesso
- Rudolf Hesso Bádenský – (1310–1320), společně s Rudolfem III.

- Fridrich III. – (1348–1353)
- Rudolf VI. – (1353–1372)
- Bernard I. – (1372–1431)
- Rudolf VII. – (1372–1391)
- Jakub – (1431–1453)
- Karel I. – (1453–1475)
- Bernard II. – (1453–1458)
- Kryštof I. – (1475–1515)

- Bernard III. – (1515–1536)
- Filibert – (1536–1569)
- Filip II. – (1569–1588)

- Vilém Bádensko–Bádenský – (1622–1677)
- Ludvík Vilém – (1677–1707)
- Ludvík Jiří Simpert – (1707–1761)
- August Jiří Simpert – (1761–1771), zemřel bez dědiců, markrabství připadlo markraběti Bádenska-Durlachu Karlu Fridrichovi.

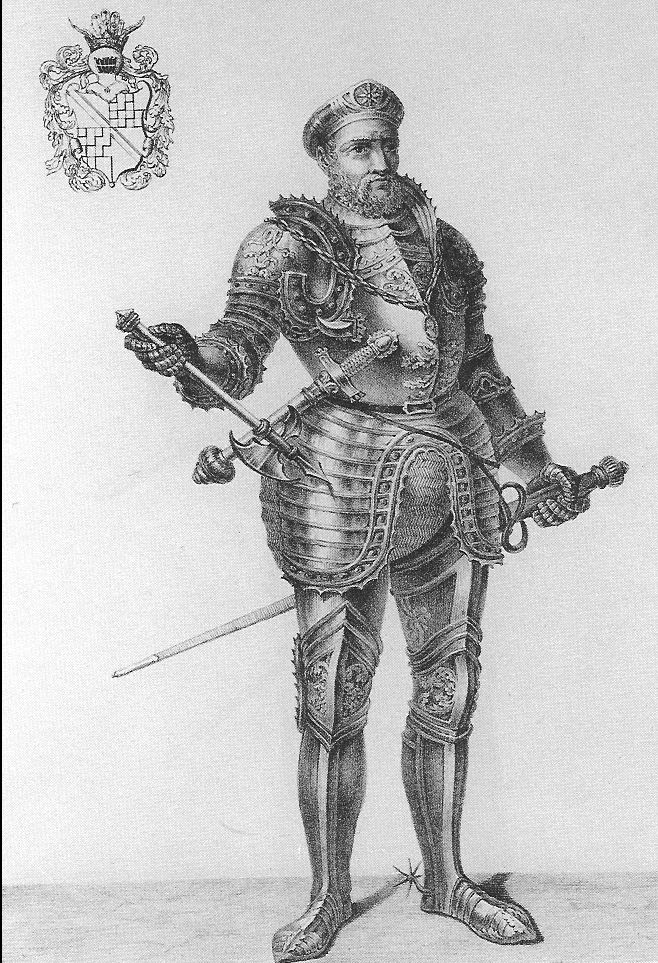
Bernard II.
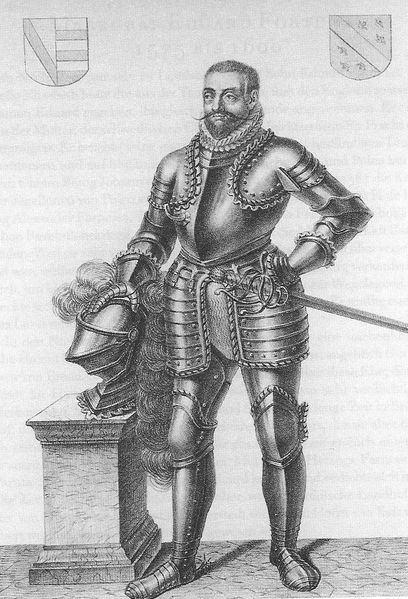
Kryštof II.
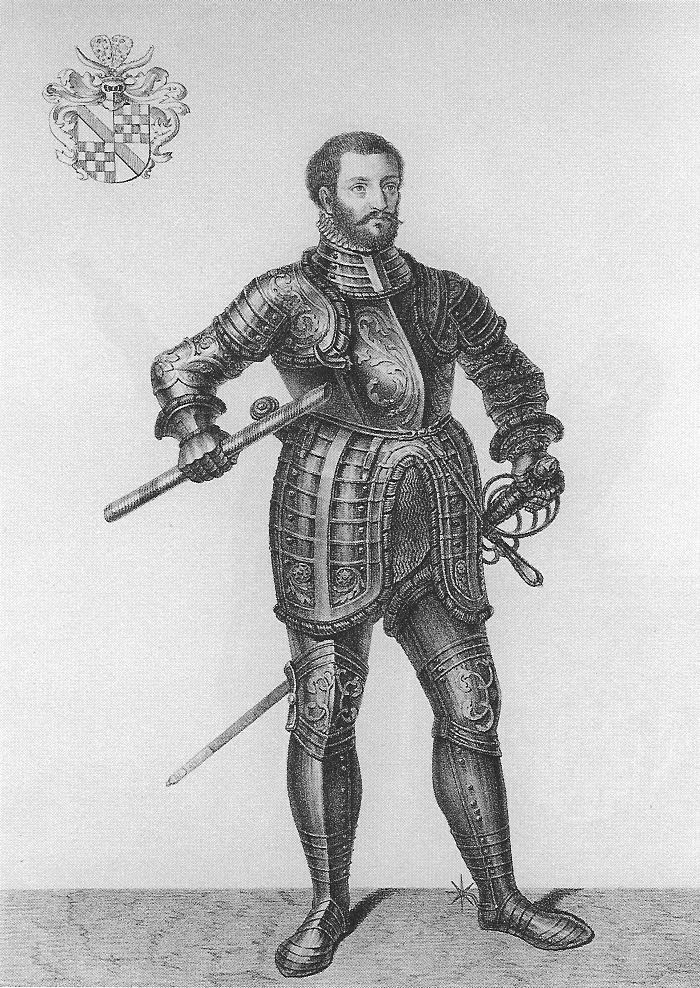
Filibert
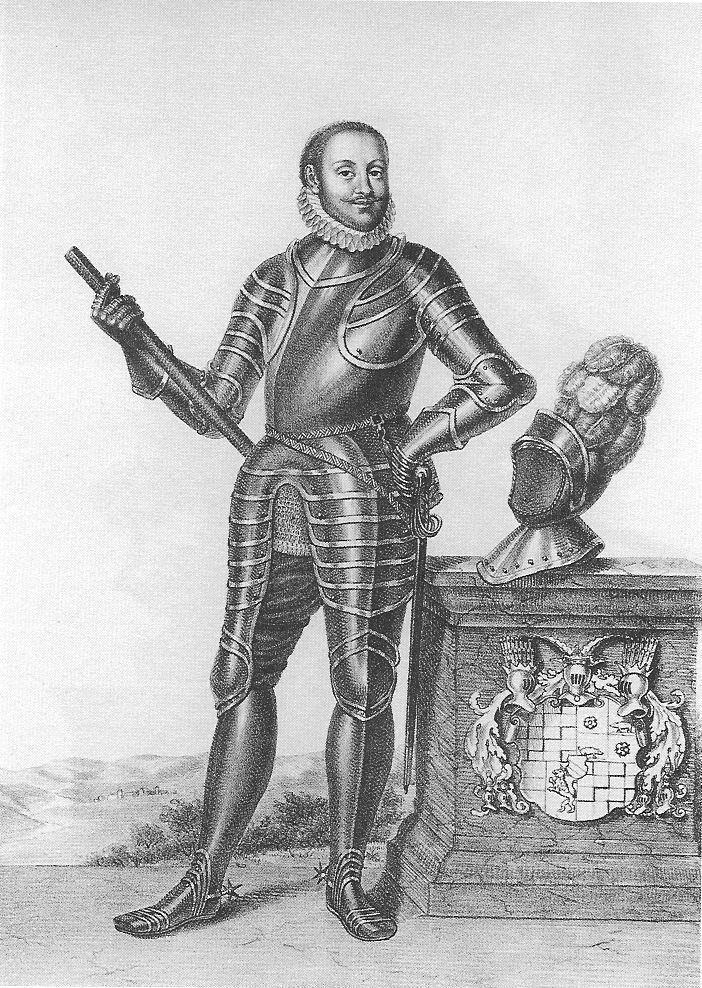
Filip II.
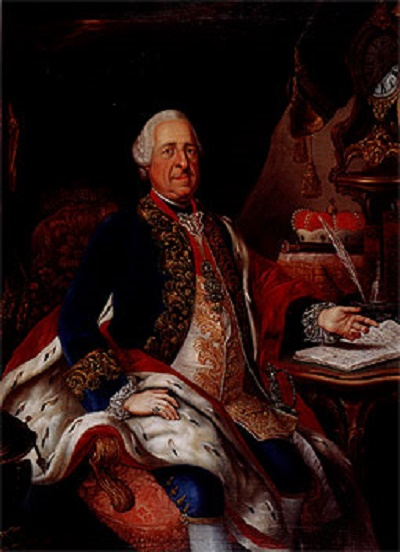
August Jiří

### Markrabata Báden-Hachbergu (1190–1418, 1577–1591)
Bádensko-Hachberg vzniklo v roce 1190 rozdělením původního markrabství Bádenského. Zaniklo v roce 1418 kdy vymřela vládnoucí linie a území připadlo linii Báden-Bádenským.
- Jindřich I. – (1190–1231)
- Jindřich II. – (1231–1290)
- Jindřich III. – (1290–1330)
- Jindřich IV. – (1330–1369)
- Otto I. – (1369–1386)
- Jan – (1386–1409)
- Hesso – (1409–1410)
- Otto II. – (1410–1418)

- Jakub II. – (1577–1590)
- Arnošt Jakub – (1590–1591)

### Markrabata Báden-Sausenbergu (1290–1503, 1577–1604)
Bádensko-Sausenberg vzniklo oddělením od Bádenska-Hachbergu v roce 1290. Když v roce 1503 vymřela místní linie území připadlo Kryštofovi I. který tak sjednotil většinu tehdejšího Bádenska.
- Rudolf I. – (1290–1313)
- Heinrich, Rudolf II a Otto – (1313–1318)
- Rudolf II a Otto 1318–1352
- Otto a Rudolf III 1352–1384
- Rudolf III – (1384–1428)
- Vilém – (1428–1441)
- Hugo
- Rudolf IV 1441–1444
- Rudolf IV – (1444–1487)
- Philipp – (1487–1503)

- Jiří Fridrich – (1577–1604)

### Markrabata Báden-Ebersteinu (1291–1353)
- Fridrich II. – (1291–1333)
- Heřman IX. – (1333–1353)

### Markrabata Báden-Pforzheimu (1291–1361)
- Rudolf IV. – (1291–1348)
- Heřman VIII. – (1291–1300)
- Rudolf V. – (1348–1361)

### Markrabě of Baden-Sponheimu (1515–1533)
- Filip I. – (1515–1533)

### Markrabata Báden-Durlachu (1515–1771)
- Arnošt – (1515–1553)
- Karel II. – (1553–1577)
- Arnošt Fridrich – (1577–1604)
- Jiří Fridrich – (1604–1622)
- Fridrich V. – (1622–1659)
- Fridrich VI. – (1659–1677)
- Fridrich VII. – (1677–1709)
- Karel III. Vilém – (1709–1738)
- Karel Fridrich Bádenský – (1738–1771), od roku 1771 markrabě celého Bádenska

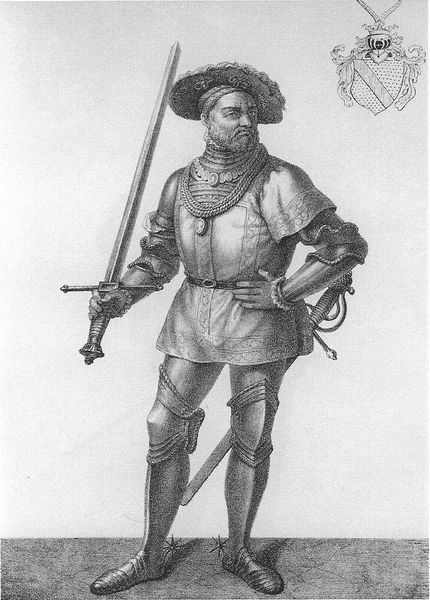
Arnošt I.
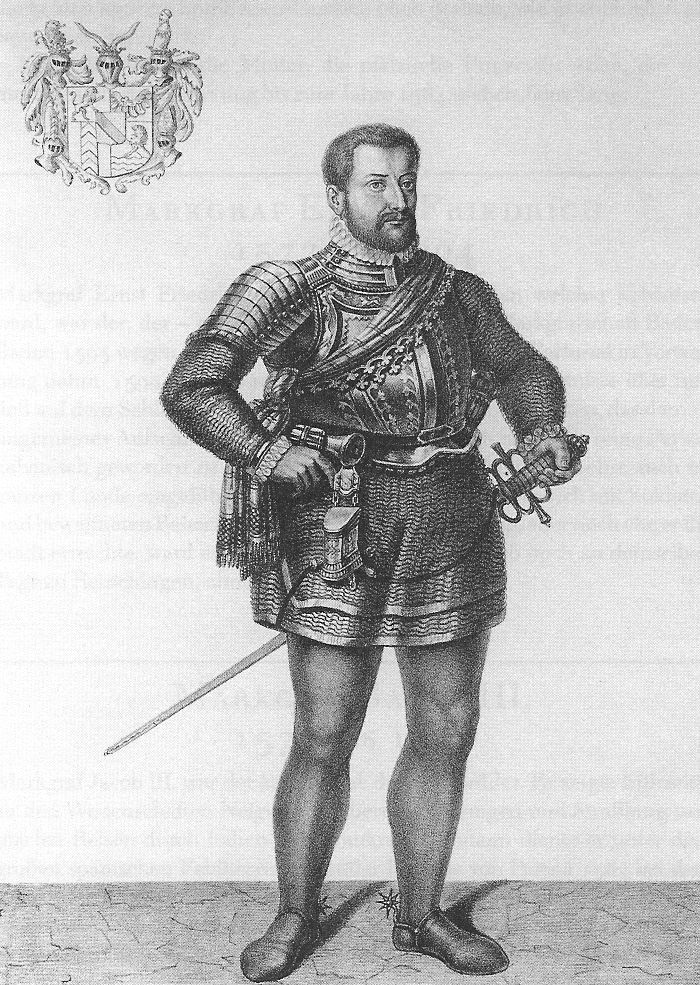
Karel II.
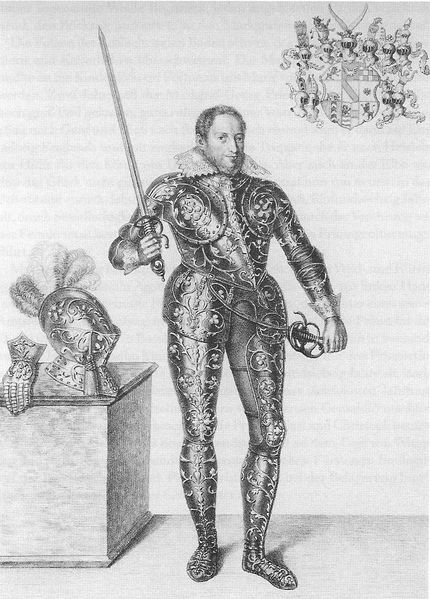
Jiří Fridrich
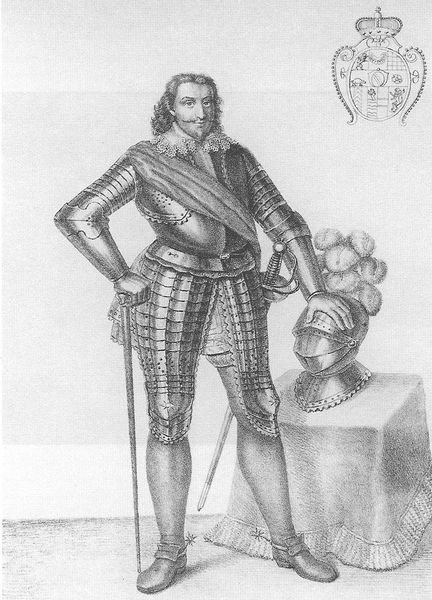
Fridrich V.
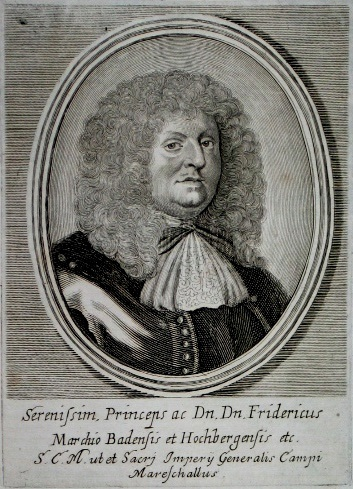
Fridrich VI.
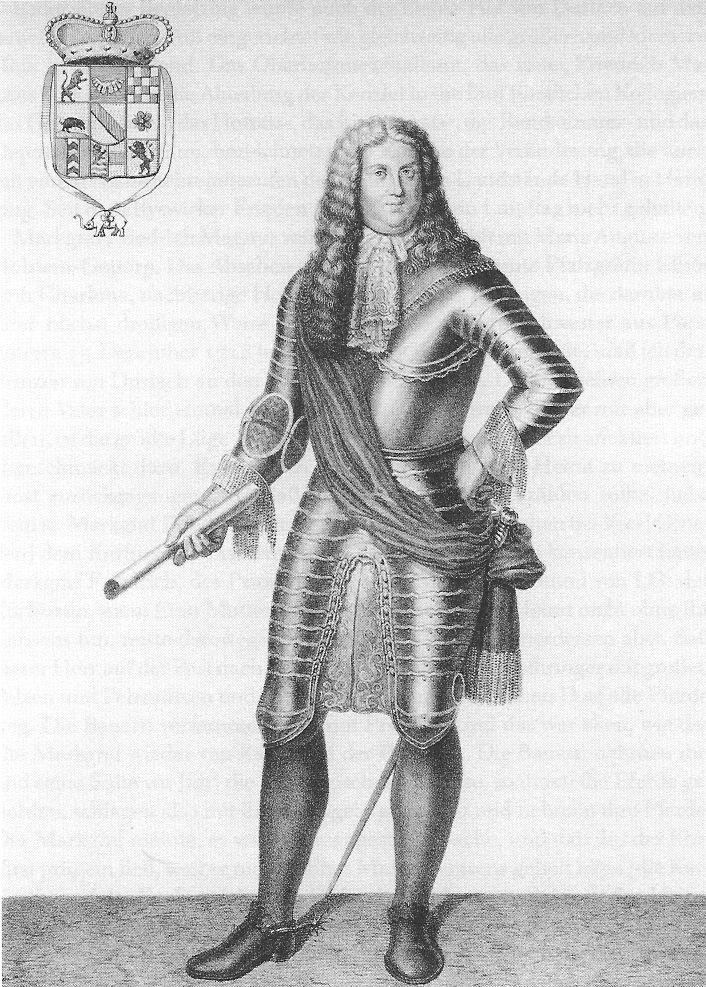
Fridrich VII.
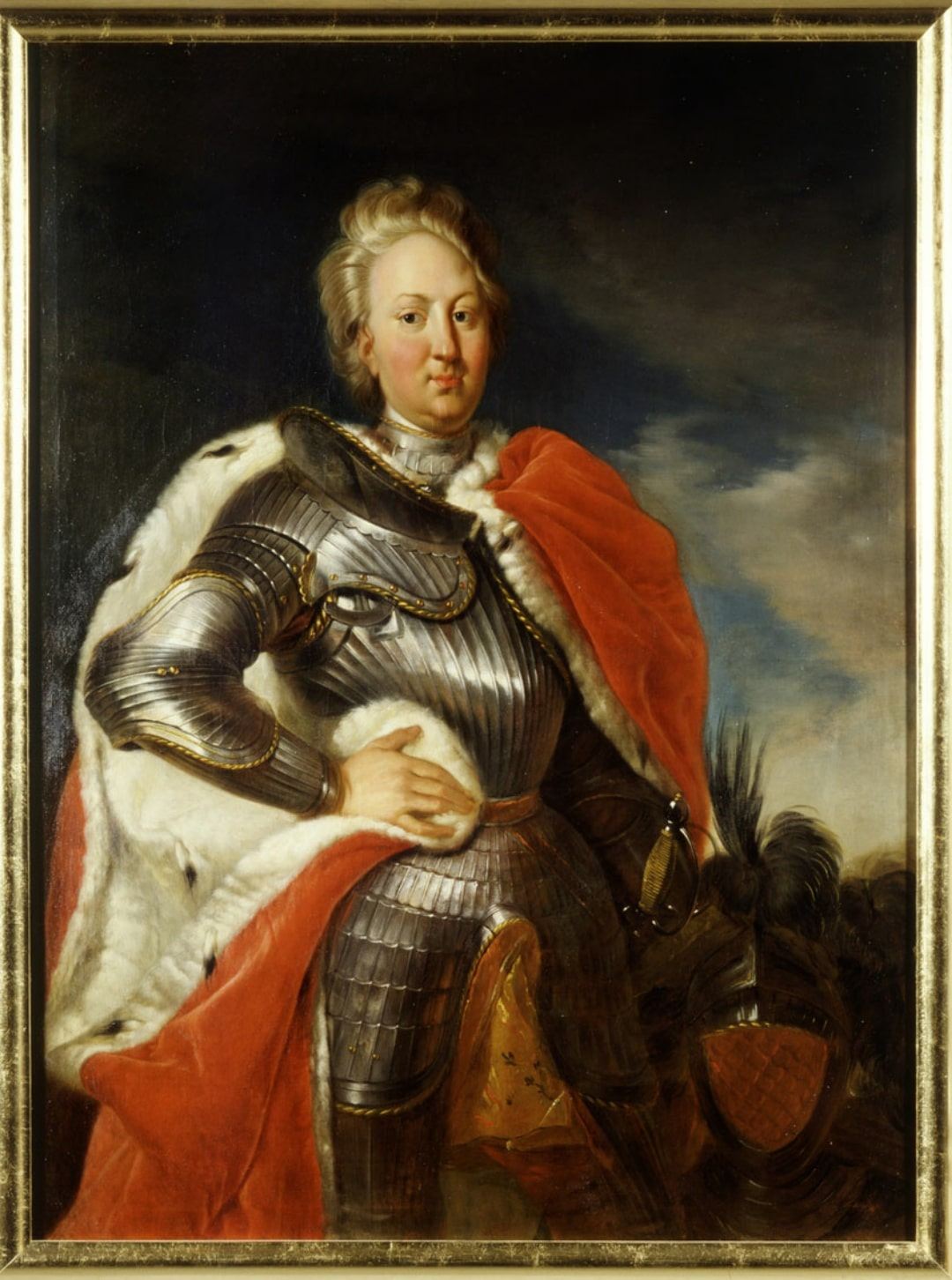
Karel III.
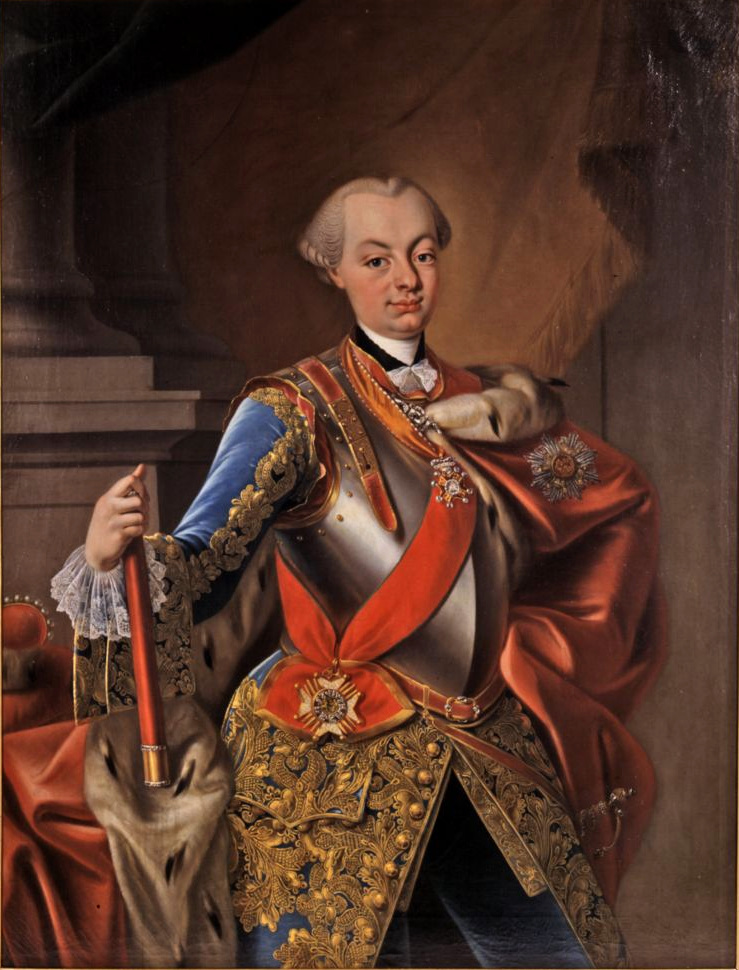
Karel Fridrich

### Markrabě of Báden-Rodemachernu (1536–1596, 1622–1666)
- Kryštof II. – (1536–1575)
- Eduard Fortunatus – (1575–1596)

- Heřman Fortunatus – (1622–1664)
- Karel Vilém – (1664–1666)

- Filip III. – (1575–1620)

### Leipzig von Zähringen – markrabata vévodové – 1575–1620
Přímá linie vládnoucího Filipa III.
Markrabě vévoda lipský z Zähringenu, 1575–1620
První zmínka o rodu Zähringenů sahá od roku 1100.
Rodová linie a potomci s titulem markrabě-vévoda/markraběnka vévodkyně lipská z Zähringenu (Leipzig von Zähringen), z této královské vládnoucí větvě sahají až do dnešní doby. Zina Margaret Justine John Leipzig von Zähringen je poslední žijící této královské vládnoucí linie.

### Markrabě Bádenský (1771–1806) a kurfiřt (1803–1806)
Bádensko bylo od 12. století po většinu času s krátkými výjimkami rozděleno mezi větve rodu Zähringenů, ale až v roce 1771 se markrabě Bádenska-Durlachu Karel Fridrich Bádenský rozhodl potom co zdědil sousední markrabství Báden-Bádensko, přijmout po delší době, kdy nebyl používán titul markraběte Bádenského, a postupně sjednotit Bádensko včetně okolních biskupství, což se mu definitivně povedlo mezi lety 1805–1810. V roce 1803 udělil Napoleon markraběti Karlu Fridrichovi kurfiřtský hlas (v té době jím sjednocované Bádensko mělo méně než polovinu z budoucího území). Předtím bylo bádenské markrabství a zároveň kurfiřtství zaniklo v roce 1806 povýšením na velkovévodství a zánikem Svaté říše římské.
- Karel Fridrich Bádenský – (1771–1803), markrabě, kurfiřt (1803–1806), v roce 1806 se stal velkovévodou

## Velkovévodové Bádenští (1806–1918)
Bádenské velkovévodství vzniklo v roce 1806, kdy ho Napoleon Bonaparte za pomoc (dědičně) povýšil markrabství na velkovévodství, zároveň se stalo členem Rýnského spolku. Již v roce 1803 udělil Napoleon markraběti Karlu Fridrichovi kurfiřtský hlas. Až v roce 1771 se právě markrabě Bádenska-Durlachu Karel Fridrich Bádenský rozhodl přimout titul markraběte Bádenského a postupně sjednotit Bádensko včetně okolních biskupství což se mu definitivně povedlo mezi lety 1805–1810. Bádensko se také jako ostatní německé státy v roce 1815 stalo členem Německého spolku. V roce 1871 po Prusko-francouzské válce se jako většina zbylých nezávislých německých států stalo součástí Německého císařství.
V důsledku německé porážky v první světové válce se v listopadu 1918 úplně vyčerpané Německo vzdalo. Následně vypukla v Berlíně, takzvaná listopadová či německá revoluce, jež se rozšířila po celém Německém císařství. V této závěrečné fázi existence Německého císařství byl německým kancléřem právě princ Max Bádenský, korunní princ Bádenska. Důsledkem revoluce bylo, že byly zrušeny či padly všechny německé monarchie včetně samotného Německého císařství. Dne 22. listopadu 1918 zde byla po odstoupení posledního velkovévody Fridricha II. vyhlášena republika Bádensko (německy Republik Baden), který byl do 1933 spolkovou zemí tzv. Výmarské republiky.
- Karel Fridrich Bádenský – (1806–1811)
- Karel Ludvík Bádenský – (1811–1818)
- Ludvík I. Bádenský – (1818–1830)
- Leopold I. Bádenský – (1830–1852)
- Ludvík II. Bádenský – (1852–1856)
- Fridrich I. Bádenský – (1856–1907)
- Fridrich II. Bádenský – (1907–1918)

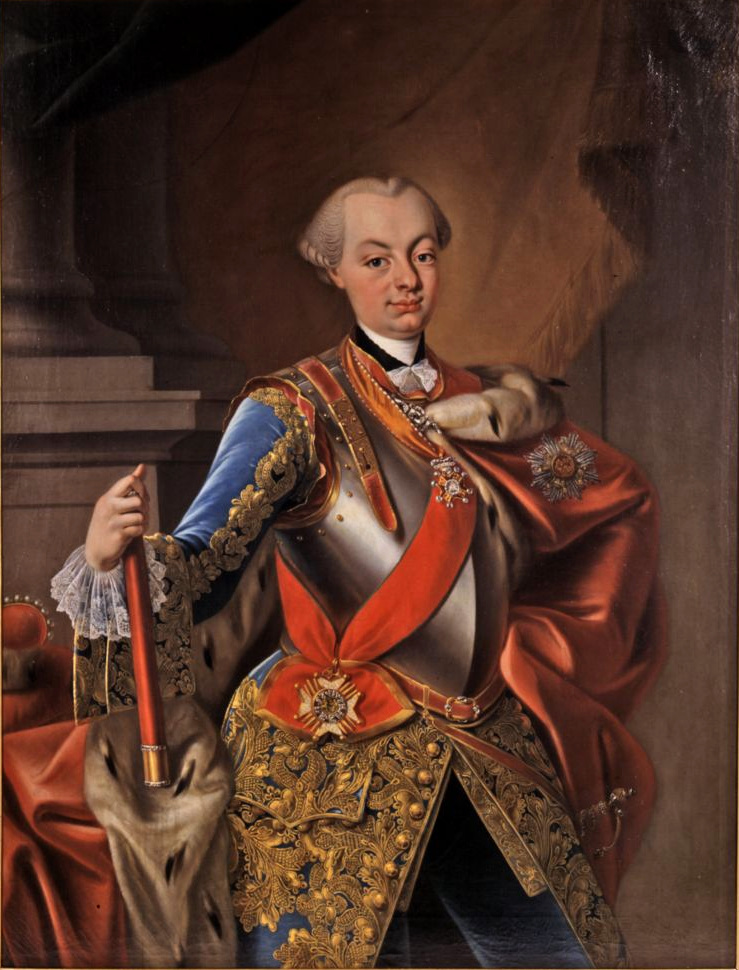
Karel Fridrich
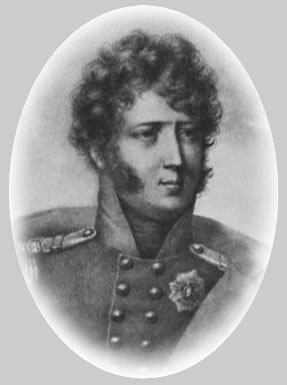
Karel
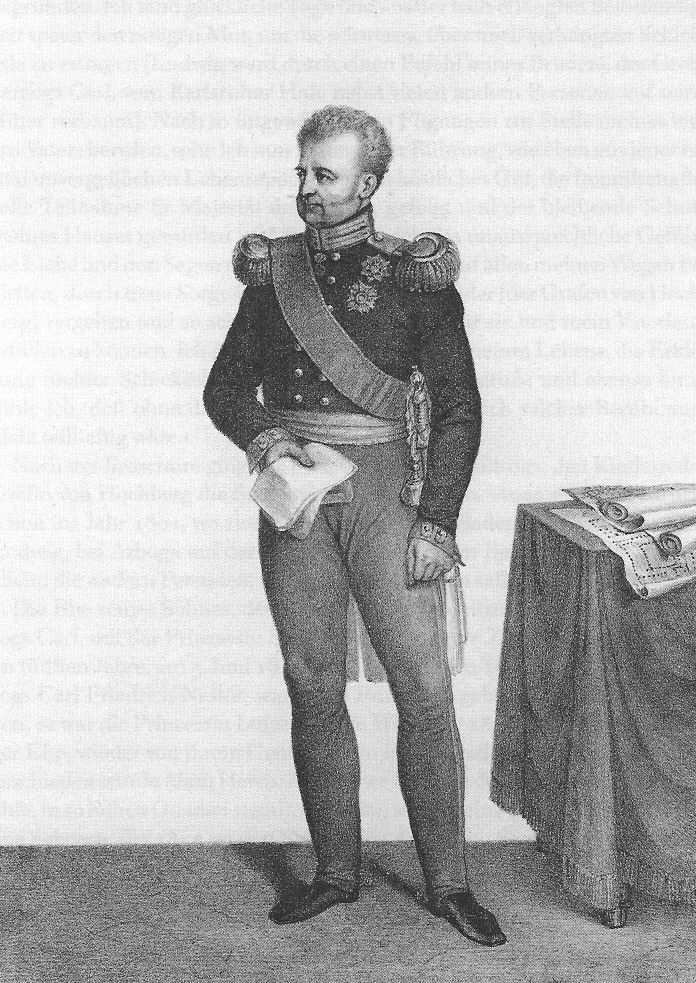
Ludvík I.
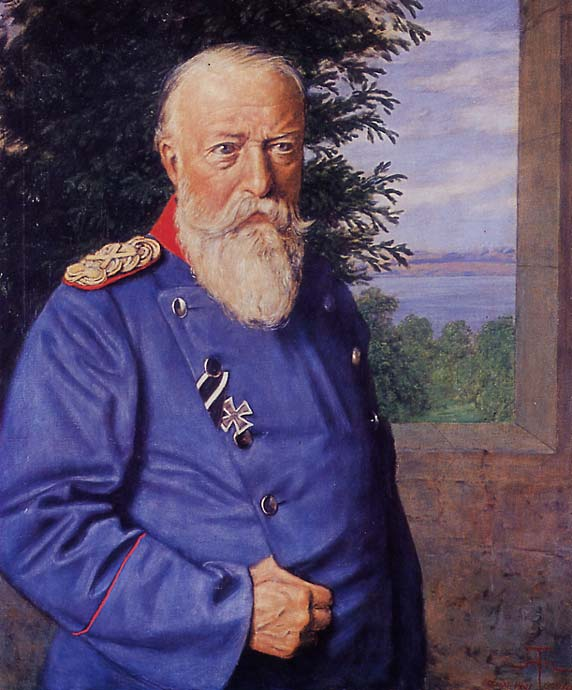
Fridrich I.
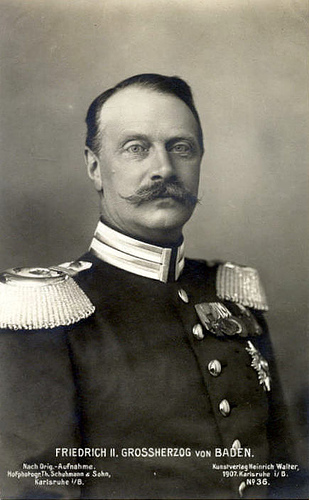
Fridrich II.

### Hlavy rodu po roce 1918
- Fridrich II. Bádenský – (1918–1928)
- Bertold Bádenský – (1928–1963), jeho adoptivní syn, syn Maxmiliána Bádenského
- Maxmilián Ondřej Bádenský – (1963–2022), jeho syn
- Bernard Bádenský – (od 2022), jeho syn, současná hlava rodu

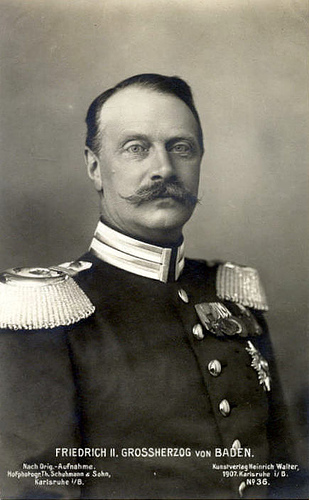
Fridrich II.
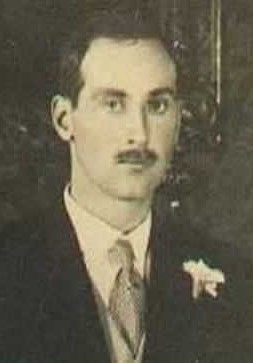
Berthold Bádenský
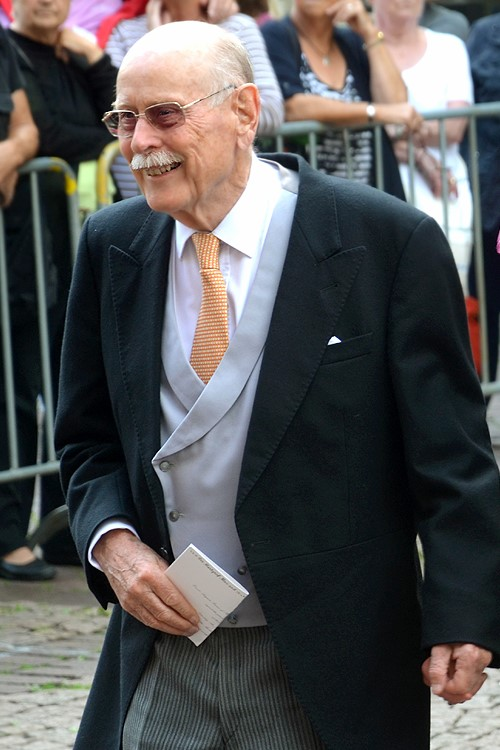
Maxmilián Ondřej Bádenský

## Nevládnoucí členky rodu
- Jakobea z Badenu – provdaná bavorská vévodkyně
- Anna Marie Bádenská – manželka českého šlechtice Viléma z Rožmberka
- Vilemína Luisa Bádenská – manželka hesenského velkovévody Ludvíka II.
- Luisa Bádenská – jako Jelizaveta Alexejevna manželka ruského cara Alexandra I.
- Karolína Frederika Vilemína Bádenská – manželka bavorského krále Maxmiliána I. Josefa, byla první bavorskou královnou
- Viktorie Bádenská – manželka švédského krále Oscara II.

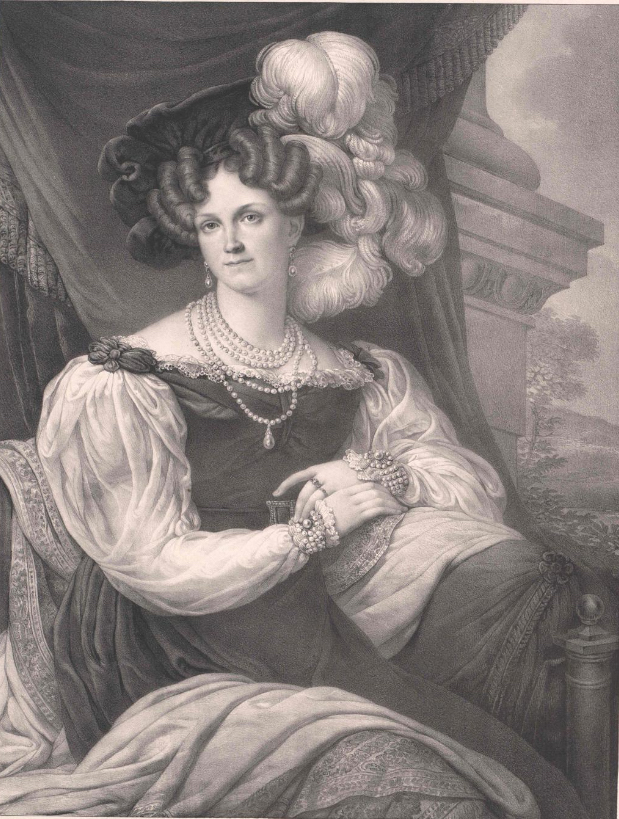
Vilemína Luisa Bádenská
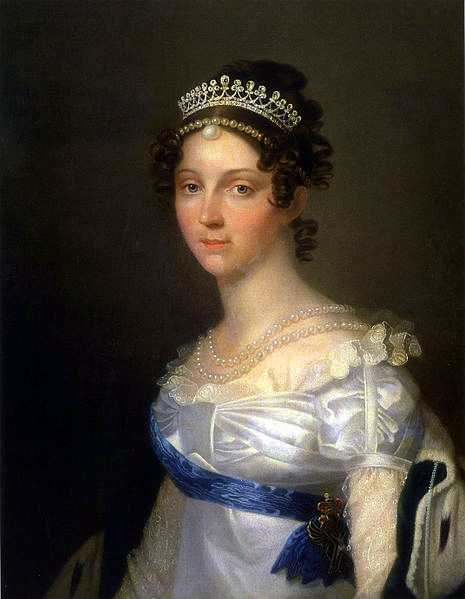
Luisa Bádenská
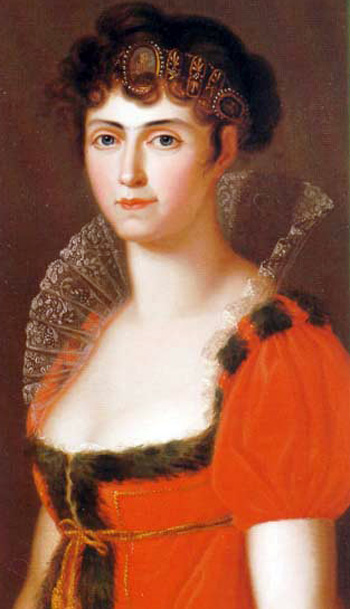
Karolína Bádenská
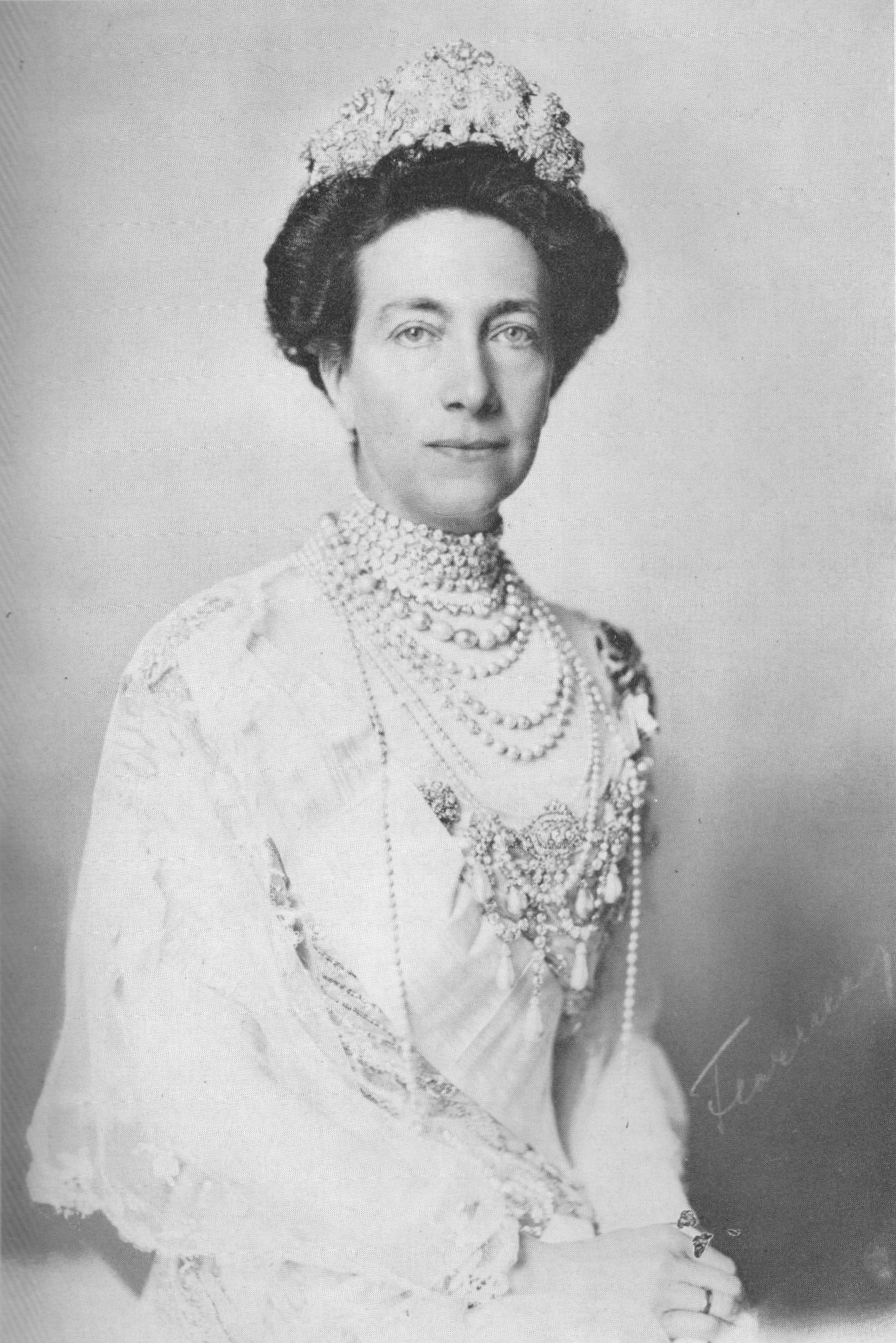
Viktorie Bádenská